# Estação Saint-Mandé
Saint-Mandé é uma estação da linha 1 do Metrô de Paris, localizada no limite das comunas de Saint-Mandé e Vincennes.

## Localização
A estação está situada na avenida de Paris em Saint-Mandé, entre a place du General Leclerc e a rue du Parc.

## História
Esta estação foi inaugurada em 24 de março de 1934 na extensão a leste da linha Porte Maillot - Porte de Vincennes.

### Origem do nome
Ele foi inicialmente chamada Tourelle devido a presença histórica de torres de defesa avançadas do Castelo de Vincennes, destruídas no entanto por um longo tempo, mas em que o topônimo sobreviveu. O nome foi alterado para Saint-Mandé — Tourelle desde 26 de abril de 1937. Atualmente, não há uso concomitante das denominações longas Saint-Mandé — Tourelle (gradualmente substituída pela segunda) e abreviada Saint-Mandé em documentos da RATP desde o final da década de 1990.
Antes desta estação, a atual estação Picpus (localizada em Paris na linha 6) tinha o nome Saint-Mandé, porque ele está situada no cruzamento da avenue de Saint-Mandé.

### Automatização
No âmbito da modernização e da automatização da linha 1, a estação Saint-Mandé tem sido objeto de obras até o final de 2008. As plataformas foram completamente renovadas, assim como foram todas as plataformas da linha. Suas plataformas foram levantadas durante o fim de semana de 17 e 18 de maio de 2008.

### Frequência
Em 2011, 5 973 612 passageiros entraram nesta estação. Em 2012, foram 6 051 681 passageiros. Ela viu entrar 6 039 765 passageiros em 2013, o que a coloca na 59ª posição das estações de metrô por sua frequência.

## Serviços aos Passageiros

### Acessos
- 168 bis, avenue de Paris
- 113, avenue de Paris
- 125 bis, avenue de Paris
- 127, avenue Gallieni
- 180, avenue Gallieni

### Plataformas
Saint-Mandé é uma estação de configuração padrão: ela possui duas plataformas laterais de 105 metros de comprimento separadas pelas vias do metrô e a abóbada é elíptica. A decoração é de estilo usado pela maioria das estações de metrô, aliada aos arranjos específicos desta linha desde a sua automatização: as faixas de iluminação são brancas e arredondadas no estilo "Gaudin" da renovação do metrô da década de 2000, e as telhas em cerâmica brancas biseladas recobrem os pés-direitos e o tímpanos. A abóbada é rebocada e pintada de branco. Os quadros publicitários são em cerâmica branca e o nome da estação é inscrito em fonte Parisine em painéis retroiluminados incorporados em caixas de madeira. As plataformas estão equipadas com assentos "Akiko" de cor ciano e com portas de plataforma.

### Intermodalidade
A estação é servida pelas linhas de ônibus 86 e 325 da rede de ônibus RATP e, à noite, pela linha N11 da rede de ônibus Noctilien.

## Pontos turísticos
- Institut national de l'information géographique et forestière
- Hôpital d'instruction des armées Bégin
- Bosque de Vincennes e Lac de Saint-Mandé em particular

Galeria de fotografias
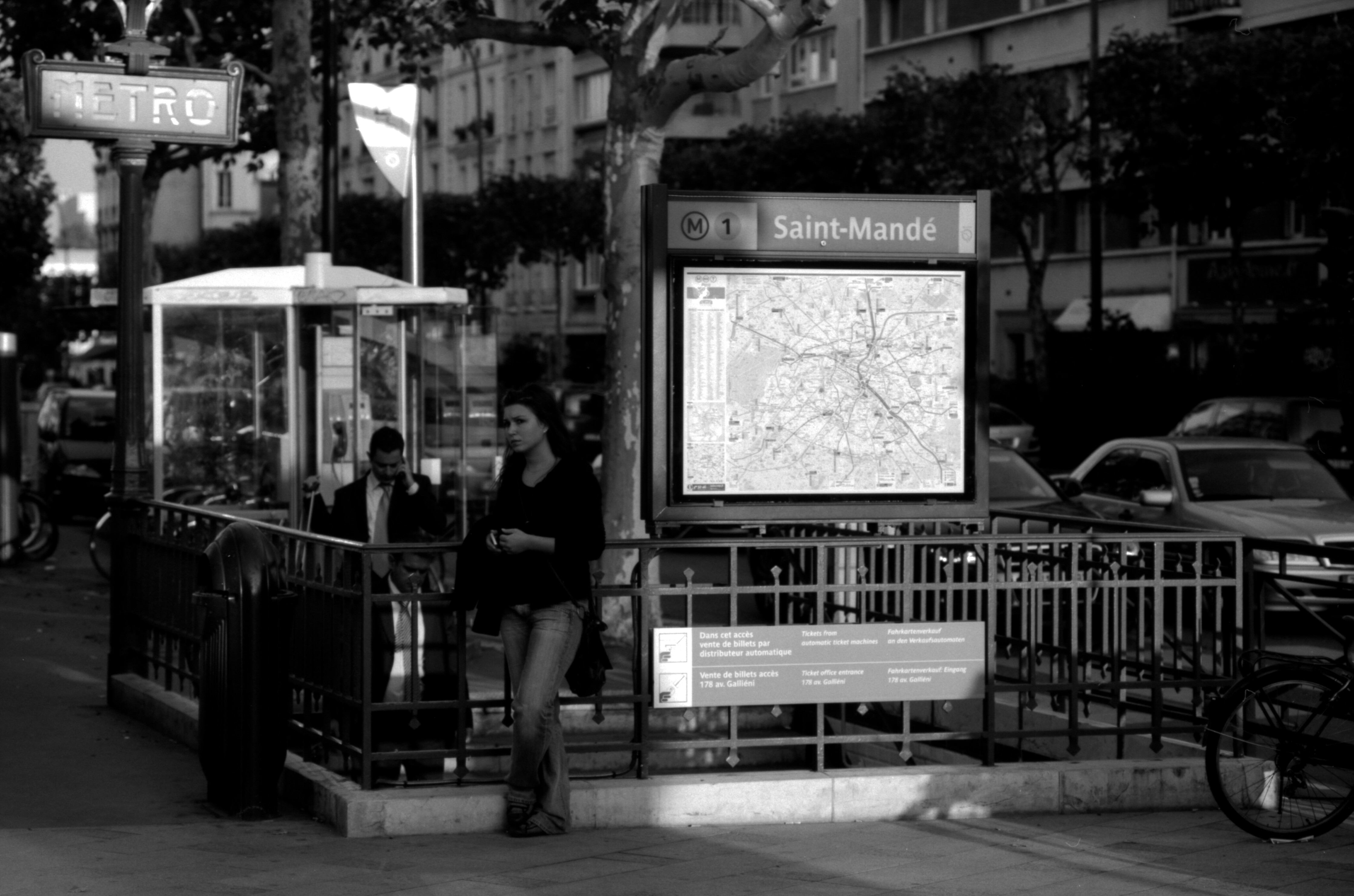
Um dos acessos à estação
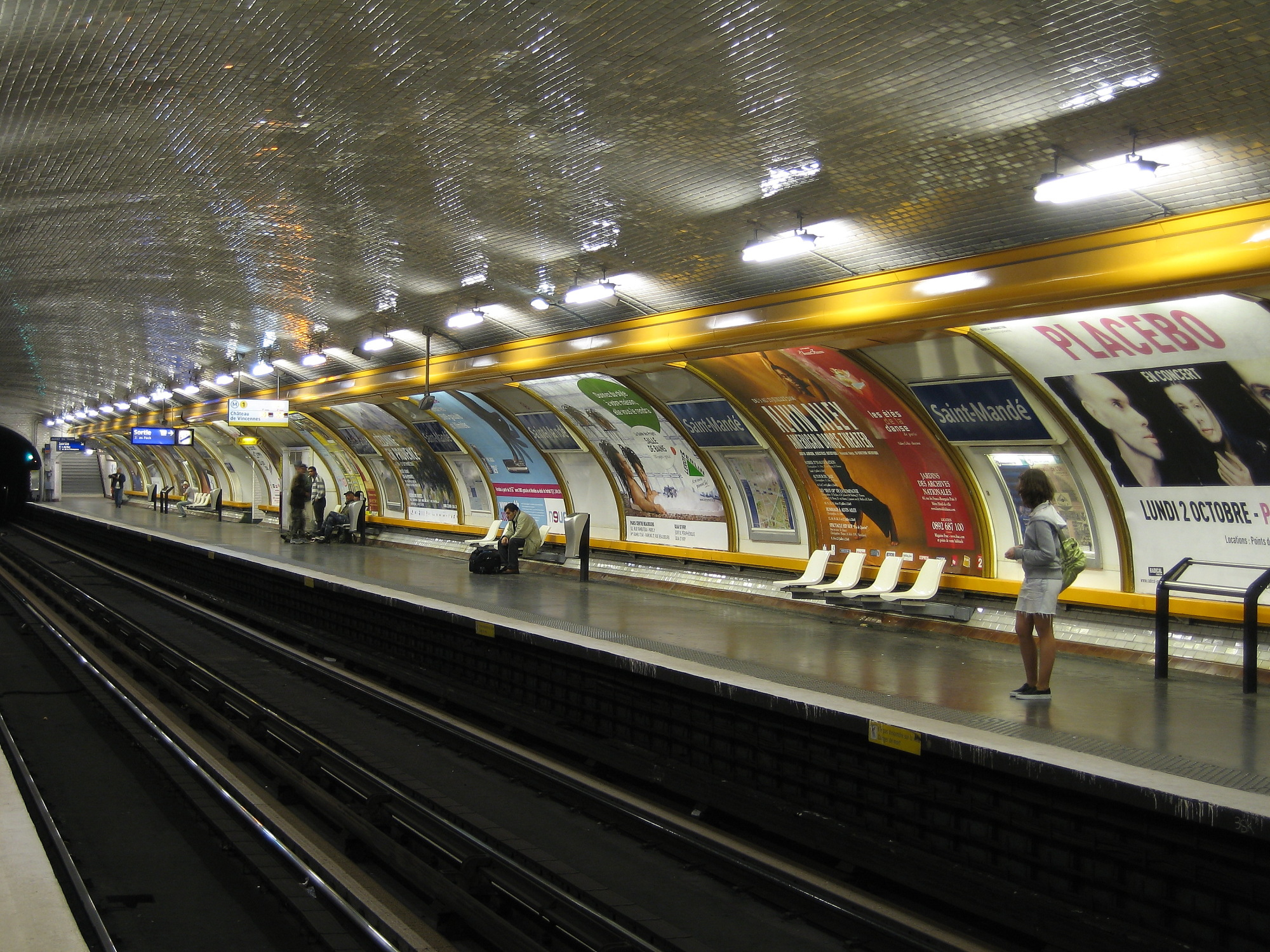
A estação antes de sua descaroçagem (2006)
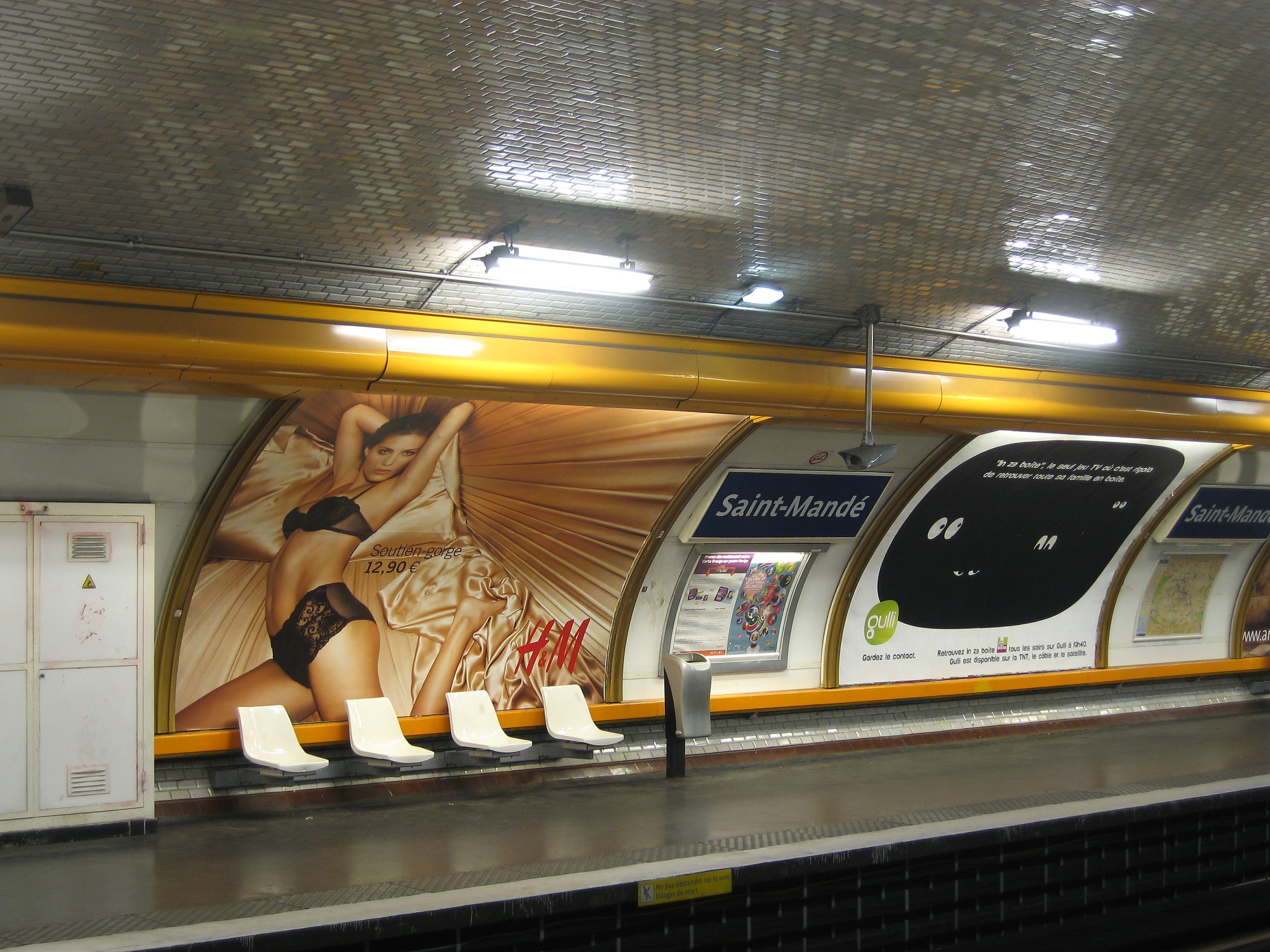
A estação antes de sua descaroçagem (2007)
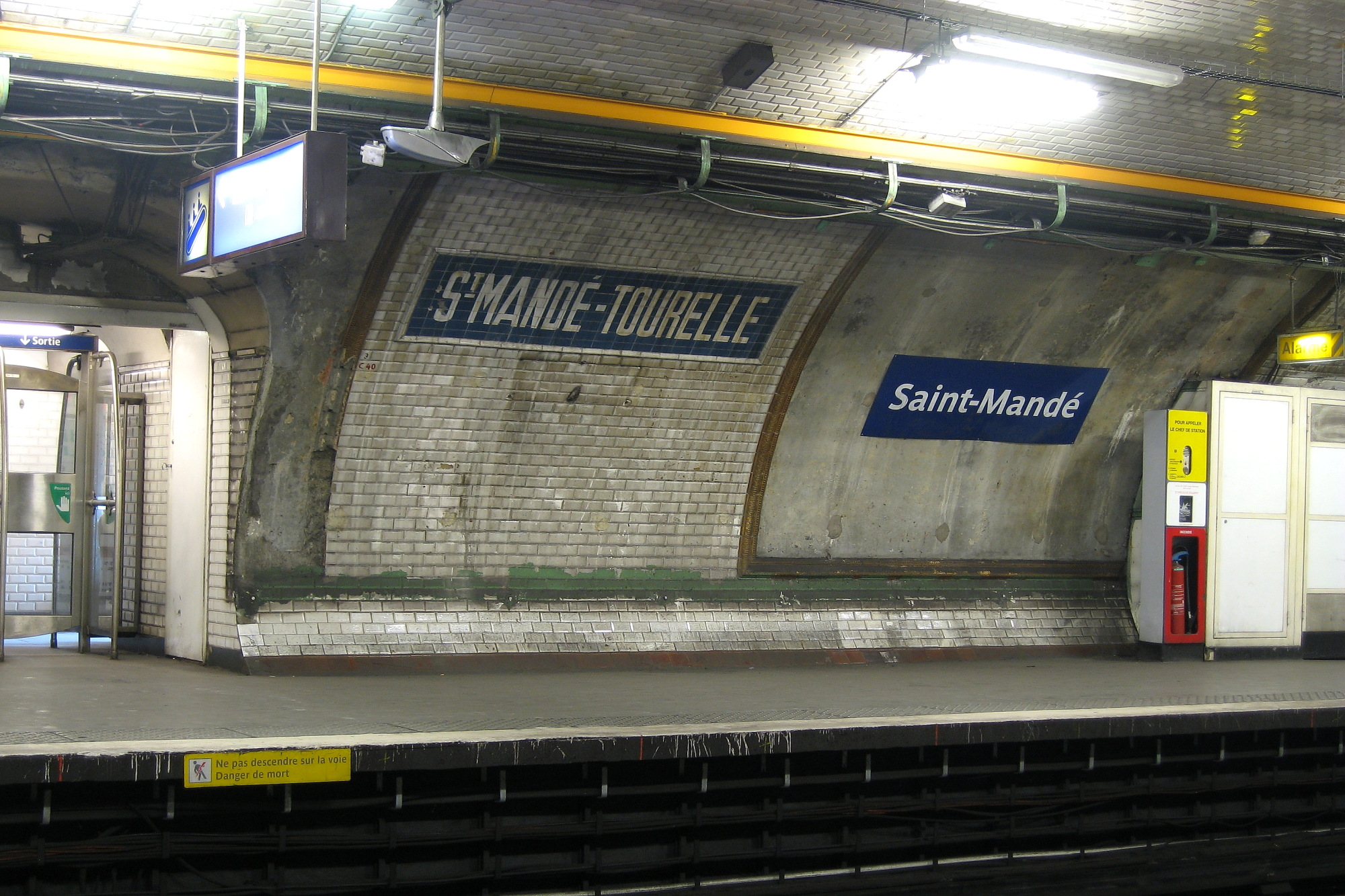
A estação durante sua descaroçagem (2008)
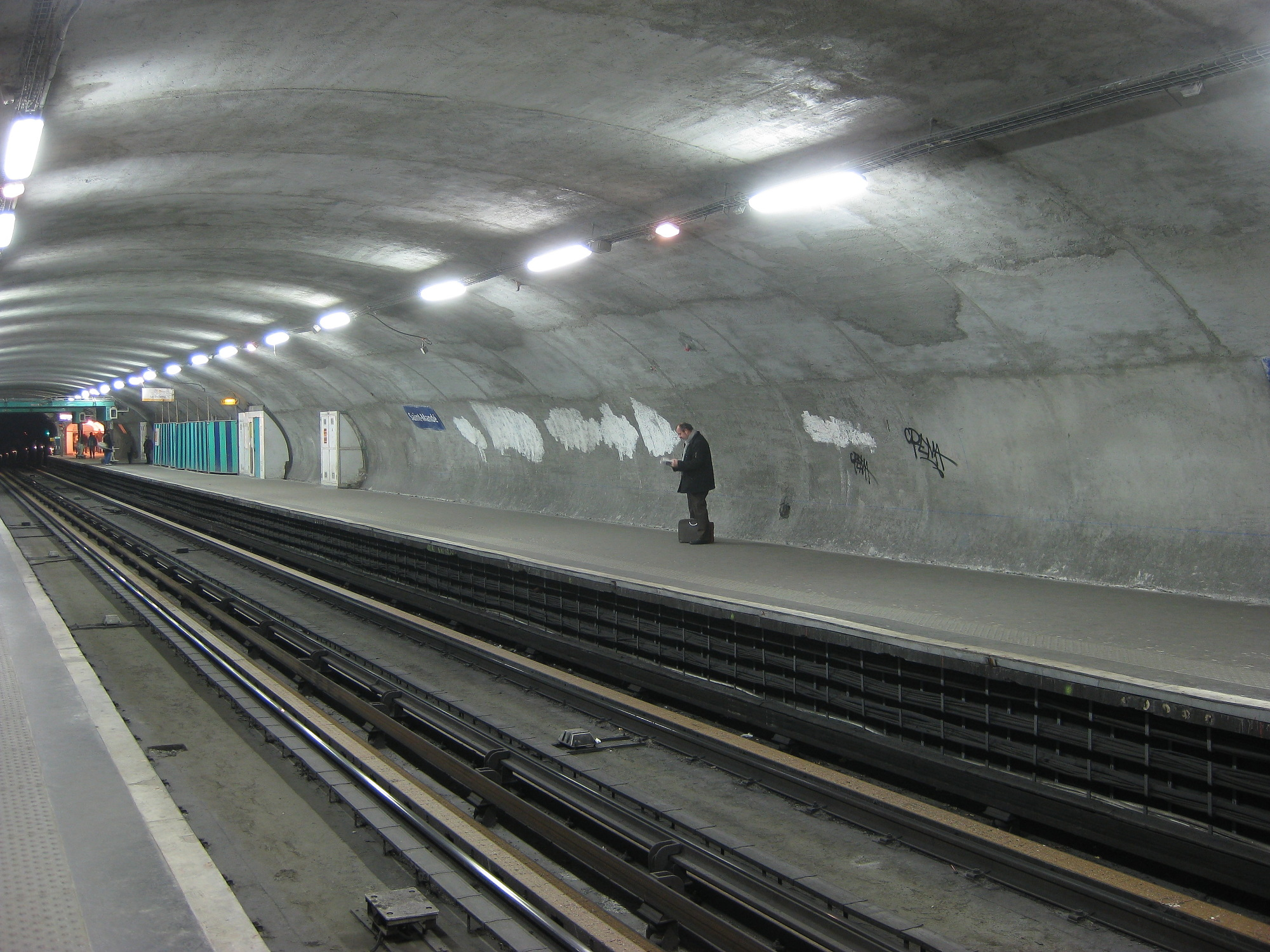
A estação durante sua renovação (2009)